# Strada statale 582 del Colle di San Bernardo
La strada statale 582 del Colle di San Bernardo (SS 582) è una strada statale italiana che mette in collegamento la Provincia di Cuneo, con le località costiere liguri.

## Percorso
Inizia a Garessio, dalla strada statale 28 del Colle di Nava, ed ha un percorso tipicamente montano e non agevole; valicato il Colle di San Bernardo (957 m s.l.m.) entra dopo pochi km in Liguria. Discende digradando verso la costa ligure toccando i comuni di Erli, Zuccarello, Martinetto, Cisano sul Neva e Leca. Infine, arriva ad Albenga, dove si immette sulla strada statale 1 Via Aurelia.
In seguito al decreto legislativo n. 112 del 1998, dal 2001, la gestione del tratto piemontese è passata dall'ANAS alla Regione Piemonte che ha provveduto al trasferimento dell'infrastruttura al demanio della Provincia di Cuneo; la gestione del tratto ligure è passata dall'ANAS alla Regione Liguria che ha provveduto al trasferimento dell'infrastruttura al demanio della Provincia di Savona.
Dal 1º agosto 2018, solamente in Liguria, la strada è tornata di competenza ANAS nell'ambito del piano Rientro Strade.
Dall'11 maggio 2021 anche i tratti in Piemonte sono tornati di competenza ANAS